# 가미우라정 (오이타현)
가미우라정(上浦町)은 오이타현 남동부에 있던 정이다.
2005년 5월 3일에 사이키시와 5정 3촌이 합병해 새롭게 사이키시가 되었다.

## 지리
요우라 반도의 사에키만에 면한 남쪽 절반과 그 기슭에 위치한 동서로 긴 마을. 그 해안선은 코브와 곶이 번갈아 가며 늘어선 리아스식 해안 지형이며, 코브 부분에 지구가 산재해 있다. 지구는 동쪽부터 오하마, 가마토, 후쿠도마리, 나가타, 나쓰이(이상은 주소 표기상 오아자 카쓰카이우라), 쓰이(오아자츠이우라), 아사카이이, 나니타(오아자 아사카이우라)로 되어 있다. 

## 역사
- 1889년 4월 1일 - 정촌제 시행에 의해 현재의 정역을 확대해 히가시가미우라촌이 성립하였다.
- 1950년 12월 19일 - 가미우라촌으로 개칭되었다.
- 1951년 1월 1일 - 정으로 승격해, 가미우라정이 되었다.
- 2005년 3월 3일 - 사이키시와 미나미아마베군 5정 3촌이 신설합병해 새롭게 사이키시가 탄생하였다

## 교통

### 철도
- 규슈 여객철도 닛포 본선

### 도로
- 국도 217호선